# Auckland Challenger
L'Auckland Challenger è stato un torneo professionistico maschile di tennis giocato su campi in cemento. Faceva parte dell'ATP Challenger Series. Si è tenuta la sola edizione del 1991, svoltasi tra il 18 e il 24 novembre a Auckland, in Nuova Zelanda.

## Albo d'oro

### Singolare
| Anno | Campione   | Finalista      | Punteggio     |
| ---- | ---------- | -------------- | ------------- |
| 1991 | Simon Youl | Patrick Rafter | 3–6, 6–3, 6–1 |

### Doppio
| Anno | Campioni                    | Finalisti             | Punteggio |
| ---- | --------------------------- | --------------------- | --------- |
| 1991 | Bruce Derlin Carl Limberger | David Adams Paul Hand | 6–4, 7–5  |